# البنات دول (فلم)
البنات دول هو فيلم وثائقي تم إنتاجه في مصر وصدر في سنة 2006.

## وصلات خارجية
- البنات دول على موقع IMDb (الإنجليزية)
- البنات دول على موقع ألو سيني (الفرنسية)
- البنات دول على موقع Turner Classic Movies (الإنجليزية)
- البنات دول على موقع أول موفي (الإنجليزية)
- البنات دول على موقع قاعدة بيانات الأفلام السويدية (السويدية)
- البنات دول على موقع قاعدة بيانات الفيلم (الإنجليزية)
- البنات دول على موقع ليتربوكسد (الإنجليزية)
- البنات دول على موقع كينوبويسك (الروسية)